# 大波止停留場
大波止停留場（日语：／ Ohato teiryūjō */?），又稱大波止電車站，是位於長崎縣長崎市江戶町，長崎電氣軌道本線的電車站。車站編號為29。本站為最接近長崎港的電車站，由於舉行港祭、精靈流和長崎宮日時會有較多乘客前往本站，因此會安排臨時列車從此站前往赤迫方向。

## 歷史
大波止停留場在1915年（大正4年）啟用。長崎電軌第一期線（築町至醫院下之間）於同日開通。電車站位置和名稱在啟用以來一直沒有變更，為長崎電軌唯一這個情況的電車站。但是由於電車站最接近長崎縣廳舍，因此戰前的乘務員會稱此電車站為「大波止縣廳前」。

### 年表
- 1915年（大正4年）11月16日 - 電車站啟用[2]。

## 電車站構造
電車站是建造在共用行車道上。電車站設有2面2線的低地台相對式月台（千鳥式月台）。兩月台之間相隔一個路口。北邊為長崎站前方向月台，南邊為新地中華街方向月台。
在舉行精靈流之際，由於精靈船的行走路徑會途經長崎站前方向月台，為了避免發生危險，於路口南邊設置了臨時月台，通常的月台已經封閉。同時為了減輕人流擁擠的情況，電車站上設置了檢票處，乘客可於乘車門下車。

### 運行系統
此電車站是本線電車站之一。當中1、2系統駛入此站。

## 使用狀況
根據「長崎電軌」的調査，以下為1日的上下車人次資料。
- 1998年 - 1,644人[1]
- 2015年 - 2,500人[9]

## 電車站周邊
電車站周邊為長崎縣行政中心地。大波止路口是市內著名的路口。曾經長崎縣廳舍最近此電車站，後來於2018年遷移。
如電車站名稱所示，電車站鄰近長崎港的碼頭，該處設有渡輪服務前往鄰近的離島，包括五島列島和伊王島。在1969年（昭和44年）前，也有行走於港內的聯絡船。大波止成為了聯絡船和電車的轉乘地點。渡輪碼頭在1996年（平成8年）隨著附近進行填海而遷移，使電車站距離碼頭有一段距離。填海用地開設了購物中心「youme Town夢彩都」。
- 國道202號（日语：国道202号）
- 國道499號（日语：国道499号）
- 長崎出島碼頭
- 文明堂（日语：文明堂）總店
- 長崎縣警察（日语：長崎県警察）本部
- 長崎地方裁判所、家庭裁判所合同廳舍
  - 長崎地方裁判所（日语：長崎地方裁判所）
  - 長崎家庭裁判所（日语：長崎家庭裁判所）
- 長崎地方檢察廳（日语：長崎地方検察庁）
- 長崎掖濟會醫院（日语：長崎掖済会病院）
- 縣營巴士（日语：長崎県交通局）、長崎巴士（日语：長崎自動車） 大波止巴士站

## 相鄰電車站
長崎電氣軌道
本線（■1號系統、□2號系統）
五島町（28）－五島町（29）－出島（30）

## 注腳
1. 1 2 3 4  田栗 & 宮川 2000，第57頁.
2. 1 2 3  今尾 2009，第57頁.
3. ↑  100年史，第129頁.
4. ↑  岡田将平. . 朝日新聞（地方版・長崎） (朝日新聞西部本社). 2016-01-27: 30 （日语）.
5. 1 2 3 4 5  田栗 2005，第32頁.
6. 1 2 3  100年史，第130頁.
7. ↑  川島 2013，第48頁.
8. ↑  川島 2007，第119頁.
9. ↑  100年史，第124頁.
10. 1 2  田栗 & 宮川 2000，第59頁.